# Perizoma approximata
Perizoma approximata är en fjärilsart som beskrevs av Barend J. Lempke 1950. Perizoma approximata ingår i släktet Perizoma och familjen mätare. Inga underarter finns listade i Catalogue of Life.